# Bowman (North Dakota)
Bowman is een plaats (city) in de Amerikaanse staat North Dakota, en valt bestuurlijk gezien onder Bowman County.

## Demografie
Bij de volkstelling in 2000 werd het aantal inwoners vastgesteld op 1600.
In 2006 is het aantal inwoners door het United States Census Bureau geschat op 1487, een daling van 113 (-7,1%).

## Geografie
Volgens het United States Census Bureau beslaat de plaats een oppervlakte van
3,4 km², geheel bestaande uit land. Bowman ligt op ongeveer 903 m boven zeeniveau.

## Plaatsen in de nabije omgeving
De onderstaande figuur toont nabijgelegen plaatsen in een straal van 36 km rond Bowman.